# Częstość występowania pierwiastków we Wszechświecie
Częstość występowania pierwiastków we Wszechświecie (abundancja pierwiastków chemicznych) – rozpowszechnienie poszczególnych pierwiastków chemicznych w całym Wszechświecie, ich udział w całej materii.
Względna częstość występowania poszczególnych pierwiastków we Wszechświecie zależy od liczby atomowej danego pierwiastka, oraz właściwości jąder atomowych pierwiastków. Różnice w ilościach poszczególnych pierwiastków wynikają z charakteru procesu nukleosyntezy zachodzącej od Wielkiego Wybuchu.

Częstość występowania pierwiastków we wszechświecie (względna liczba atomów).

## Obfitość wodoru i helu
Wodór jest pierwiastkiem występującym we Wszechświecie w największej ilości. Jego jądra – protony – stanowią pierwotną materię, która uformowała się najwcześniej w ciągu pierwszej milionowej części sekundy od początku Wielkiego Wybuchu. Również podczas Wielkiego Wybuchu, pod koniec ery leptonowej, gdy we Wszechświecie istniały już protony i neutrony w wyniku łączenia się ich w procesie zwanym pierwotną nukleosyntezą powstała większość z istniejących obecnie jąder helu oraz niewielka ilość jąder litu i berylu. W toku późniejszej ewolucji Wszechświata, we wnętrzach gwiazd, zachodziła i nadal zachodzi przemiana jąder inne jądra, głównie masywniejsze. Dominującą reakcją jest przemiana wodoru w hel, dlatego stosunek liczby jąder helu do liczby jąder wodoru ulega ciągłej zmianie, mimo to niewiele się on zmienił od Wielkiego Wybuchu.

## Maksimum dla żelaza
Wszystkie jądra pierwiastków cięższych od berylu, aż do żelaza powstały głównie w wyniku reakcji jądrowych w gwiazdach, czemu towarzyszyło wydzielanie dużej ilości energii. Produktem końcowym tych przemian było żelazo, którego jądro ma największą energię wiązania przypadającą na jeden nukleon. Dlatego jąder żelaza jest stosunkowo dużo w porównaniu z jądrami pierwiastków o większych liczbach atomowych i w porównaniu z jądrami pierwiastków o trochę mniejszych liczbach atomowych. Jądra masywniejsze od jąder żelaza powstały podczas wybuchu supernowych, w warunkach ekstremalnie wysokich temperatur i ciśnień.

## Źródła informacji o składzie izotopowym Wszechświata
Głównym źródłem informacji o ilości poszczególnych pierwiastków tworzących Wszechświat są badania składu skorupy ziemskiej. W niewielkim stopniu istnieje możliwość bezpośredniego badania minerałów z Księżyca, meteorytów i pośrednio – powierzchni Marsa. Głównym źródłem informacji na temat składu bardziej odległych obiektów są metody spektroskopii promieniowania elektromagnetycznego. Badając światło zarówno emitowane, jak i odbijane, rozpraszane i pochłaniane przez różne obiekty kosmiczne, można określić skład atmosfer planet, gwiazd, można ustalić z czego zbudowane są inne galaktyki i jaki jest skład zimnych obłoków gazu i pyłu kosmicznego.
Badanie składu izotopowego Wszechświata dostarcza równocześnie narzędzia do weryfikacji teorii dotyczących nukleosyntezy.